# Mostafa Madbouly
Mostafa Kemal Madbouly (28 de abril de 1966) é o atual primeiro-ministro do Egito. Foi nomeado pelo presidente Abdel Fattah el-Sisi para suceder ao Sherif Ismail após a renúncia de seu governo após a reeleição de Sisi. Madbouly também atua no governo egípcio como Ministro da Habitação e Serviços Urbanos.

## Carreira
Madbouly se formou na Universidade do Cairo, recebendo mestrado e doutorado pela Faculdade de Engenharia em 1988 e 1997, respectivamente. De setembro de 2009 a novembro de 2011, Madbouly foi presidente da Autoridade Geral de Planejamento Urbano do Ministério da Habitação, Serviços Públicos e Desenvolvimento Urbano; ele também foi diretor executivo do Instituto de Formação e Estudos Urbanos do Centro de Pesquisa de Habitação e Construção do Ministério da Habitação. De novembro de 2012 a fevereiro de 2014, ele foi o diretor regional para os países árabes do Programa de Assentamentos Humanos das Nações Unidas. Em março de 2014, foi nomeado Ministro da Habitação pelo Primeiro Ministro Ibrahim Mahlab, cargo que continuou a ocupar após a nomeação de Sherif Ismail como Primeiro Ministro em setembro de 2015.
Durante seu mandato como Ministro da Habitação, o projeto de “milhões de unidades habitacionais” foi um dos principais projetos nacionais que entraram em vigor após a posse do Presidente Sisi, embora o projeto tenha sido ideia do ex-ministro da Habitação Mohamed Fathy al-Baradei. Por razões políticas e sociais, o projeto, sugerido por Baradie em 2011, parou e entrou em vigor novamente quando Madbouly assumiu o cargo. Em novembro de 2017, Madbouly foi nomeado Primeiro Ministro interino após a partida de Sherif Ismail para a Alemanha para tratamento médico.

## Primeiro Ministro do Egito
Em 7 de junho de 2018, o presidente Sisi nomeou Madbouly para o cargo primeiro-ministro, sucedendo Sherif Ismail, que renunciou após a reeleição de Sisi na controversa eleição presidencial.
Em 9 de junho, o primeiro-ministro Madbouly reorganizou o gabinete do Egito, substituindo oito ministros, incluindo o ministro de Antiguidades Khaled Al-Anany, ministro de recursos humanos Mohamed Saafan, ministro de irrigação Mohamed Abdel Aty, ministro da Saúde Ahmed Emaddin, ministro da Agricultura Abdel Moniem al-Banna e Ministro do Ensino Superior Khaled Abdel Ghaffar. Em 10 de junho, foi revelado que oito mulheres serviriam em seu gabinete, quebrando o número recorde de seis do governo anterior. A lista final de candidatos a cargos ministeriais incluiu Assem El-Gazar como ministro da Habitação; Hala Zayed como ministra da Saúde; Yasmeen Fouad como ministro do Meio Ambiente; Mohamed Eissa como ministro da mão de obra; Amr Nassar como ministro do Comércio e Indústria; Magdy Abo El-Ela como ministra da Justiça, Hala El-Khatib ou Ashraf Sobhy como ministra da Juventude e Esportes; Mahmoud Shaarawy como ministro de Estado para o desenvolvimento local; e Mohamed Moiet como novo ministro das Finanças.
As oito mulheres servirão como ministras de investimento, planejamento, saúde, meio ambiente, solidariedade social, imigração, turismo e cultura; e as seguintes ministras do gabinete de Ismail permanecerão em seus cargos: as ministras de petróleo, transporte, educação, ensino superior, assuntos externos, interior, defesa, produção militar, turismo e assuntos parlamentares.
Madbouly e seu gabinete foram empossados por Sisi em 14 de junho. Ele também manterá sua posição como Ministro da Habitação. Em 23 de junho, Hassaballah declarou que, embora nenhuma data estivesse programada para apresentar o programa de governo ao Parlamento, ele esperava que o governo Madbouly a apresentasse na próxima semana, mas que o governo não foi capaz de prepará-la a tempo para a data planejada.
Em 30 de junho, foi anunciado que Madbouly apresentaria seu programa de governo em 3 de julho, a fim de cumprir o prazo constitucional de 20 dias após a formação do Gabinete.
Em 3 de julho de 2018, Madbouly emitiu oficialmente seu programa de governo ao parlamento egípcio. Na declaração, ele disse que 85% de seu programa de reforma econômica havia sido realizado. A declaração foi então enviada a um comitê do parlamento presidido por um vice-presidente da Câmara, que depois receberá um voto de confiança. O artigo 146 da constituição estipula que um primeiro ministro recém-nomeado deve apresentar um programa de governo perante o parlamento, após a qual os deputados devem votar no programa, em um processo que dura 30 dias 
Em 11 de julho de 2018, o primeiro vice-presidente do parlamento egípcio Al-Sayed Al-Sherif, que chefiou o comitê parlamentar encarregado de revisar o programa de governo de Madbouly, anunciou que seu comitê havia concluído sua revisão do programa e recomendado um voto de confiança a favor para 15 de julho. Em 25 de julho de 2018, dez dias após a data prevista, o parlamento egípcio aprovou o gabinete de Madbouly e seu programa de governo em um voto de confiança.